# Náhuatl central de Veracruz
El náhuatl central de Veracruz (autoglotònim: nawatláhtolli), mexicà de Orizaba o náhuatl de la Serra de Zongolica és la varietat de dialectes de l'idioma náhuatl parlada des del sud de la ciutat de Orizaba fins a la Serra de Zongolica, sent estudiat i difós per institucions de govern i educatives com la Universitat Veracruzana, promovent la conservació i creació literària per mitjà de l'Academia Veracruzana de Lenguas Indígenas (Acadèmia Veracruzana de Llengües Indígenes).
És parlat en municipis al centre de l'estat de Veracruz, on els més estudiats a causa de la seva major població són els de Zongolica (per aquest municipi també és anomenat náhuatl de Zongolica) Tehuipango, Soledad Atzompa, Rafael Delgado i Tequila. Compta amb al voltant de 130,000 parlants tant bilingües com monolingües.

## Antecedents
És acceptat pels investigadors que aquesta variant té el seu origen en les migracions nonohualcas-chichimecas del segle xiii , descrites per la Historia Tolteca-Chichimeca que també van donar origen a les variants de Santa María La Alta, Sudoriental de Puebla i Sierra Negra del Sur.
Aquesta varietat està estretament relacionada amb el náhuatl parlat al sud de Puebla. Així com, segons investigadors de Ethnologue, amb la parla de la zona pròxima a la presa Miguel Alemán (ISO 639-3 npl) i de la zona nord-occidental del municipi de Acatlán de Pérez de Figueroa, totes dues al nord d'Oaxaca.

## Escriptura i fonologia
En aquesta variant per al seu ensenyament s'utilitza d'una escriptura moderna on s'usa la lletra /k/ per a fonemes que en espanyol escrivim amb /c/ (davant /a/, /o/) i /qu/; l'ús de /w/ per a substituir /hu/ i /uh/. A més els investigadors han trobat l'ús diferenciat de vocals llargues.

## Literatura
Fragment d'un text en Náhuatl central de Veracruz:
Mīzton īvan Tzināka.
“1. Yi kanah kēski tónalli, ītech es yówalli, onikittak nomīston ompa kalihtik kimomaa īvan  es tzināka. 2. Kualtzin motta kēnīn momaah, ivan tzināka, nēs nō kimati mopalēvis kēnih, īvan sant ik mochiva keh yomikki, ke tant kimaa. 3. Īvan tōs īhkón ōnmokahtok tepitzin, tōs mistōn oksappa īnāvak yavi, tzikuinisnēki.”
El Gat i la Ratapinyada.
“1. Alguna vegada cert dia, durant la nit, vaig veure al meu gat allà dins de la casa que volia atrapar una ratapinyada. 2. Bonic es veia com l'atrapava, i la ratapinyada semblava voler deixar-se, que al final així va succeir que va morir. 3. I llavors així  quan intentava escapar-se una mica, llavors el gat una altra vegada anava sobre ell, volent saltar-li.”